# Saint-Sylvestre-de-Cormeilles
Saint-Sylvestre-de-Cormeilles je francouzská obec v departementu Eure v regionu Normandie. V roce 2010 zde žilo 205 obyvatel.

## Vývoj počtu obyvatel
Počet obyvatel 